# Bryan Elsley
Bryan Elsley (17 de maio de 1961, Dalkeith, Escócia) é um escritor e roteirista britânico, mais conhecido por ter co-criado a série Skins, do canal britânico E4, ao lado de seu filho Jamie Brittain. Outros seriados em televisão incluem 40, Rose and Maloney, Nature Boy, The Young Person's Guide to Becoming a Rock Star, The Crow Road e Govan Ghost Story.
Enquanto Bryan Elsley ainda era um estudante da "University of York", Elsley conheceu e colaborou com Harry Enfield. Eles criaram uma dupla de comédia, chamada "Dusty and Dick", e fizeram uma atuação no Edinburgh Festival Fringe.
Elsley seguiu carreira na escrita teatral, escrevendo roteiros na grande maioria das vezes, e então seguiu para a televisão.
Por três anos, Bryan Elsley foi o diretor artístico do Pocket Theatre Cumbria, que foi baseado no Brewery Arts Centre da cidade de Kendal. Naquela época, ele ainda estava escrevendo episódios para as séries Casualty e London's Burning. Esse e o seu curta-metragem Govan Ghost Story (de 1989), abriu diversas oportunidades em sua carreira na televisão.
Bryan Elsley tem quatro filhos. Atualmente ele vive em Kentish Town, ao noroeste de Londres.
No dia 18 de março, Bryan Elsley anunciou no blog de Skins que, o último episódio da quarta temporada de Skins, havia sido o seu último como escritor da série, devido ao seu próximo trabalho, a versão estadunidense da série.
Após o fracasso de Skins nos Estados Unidos, Elsley voltou a trabalhar com a série original da Grã-Bretanha, escrevendo roteiros para a sexta temporada.

## Filmes e trabalhos na televisão
- The Crow Road (1996)
- The Young Person's Guide To Becoming A Rock Star (1998)
- Nature Boy (1999)
- Complicity (2000)
- 40 (2003)
- Rose and Maloney (2002 - 2005)
- Skins (2007 - 2013)